# Lubricació vaginal
La lubricació vaginal és un líquid produït de manera natural que lubrica la vagina. La lubricació vaginal està sempre present, però la producció augmenta significativament prop de l'ovulació i durant l'excitació sexual en previsió de les relacions sexuals.
El revestiment vaginal no té glàndules i, per tant, la vagina ha de dependre d'altres mètodes de lubricació. Es considera que el plasma de les parets vaginals a causa de la congestió vascular és la principal font de lubricació, i les glàndules de Bartholin, situades lleugerament per sota i a l'esquerra i dreta de l'introitus (obertura vaginal), també segreguen moc per augmentar les secrecions de la paret vaginal.

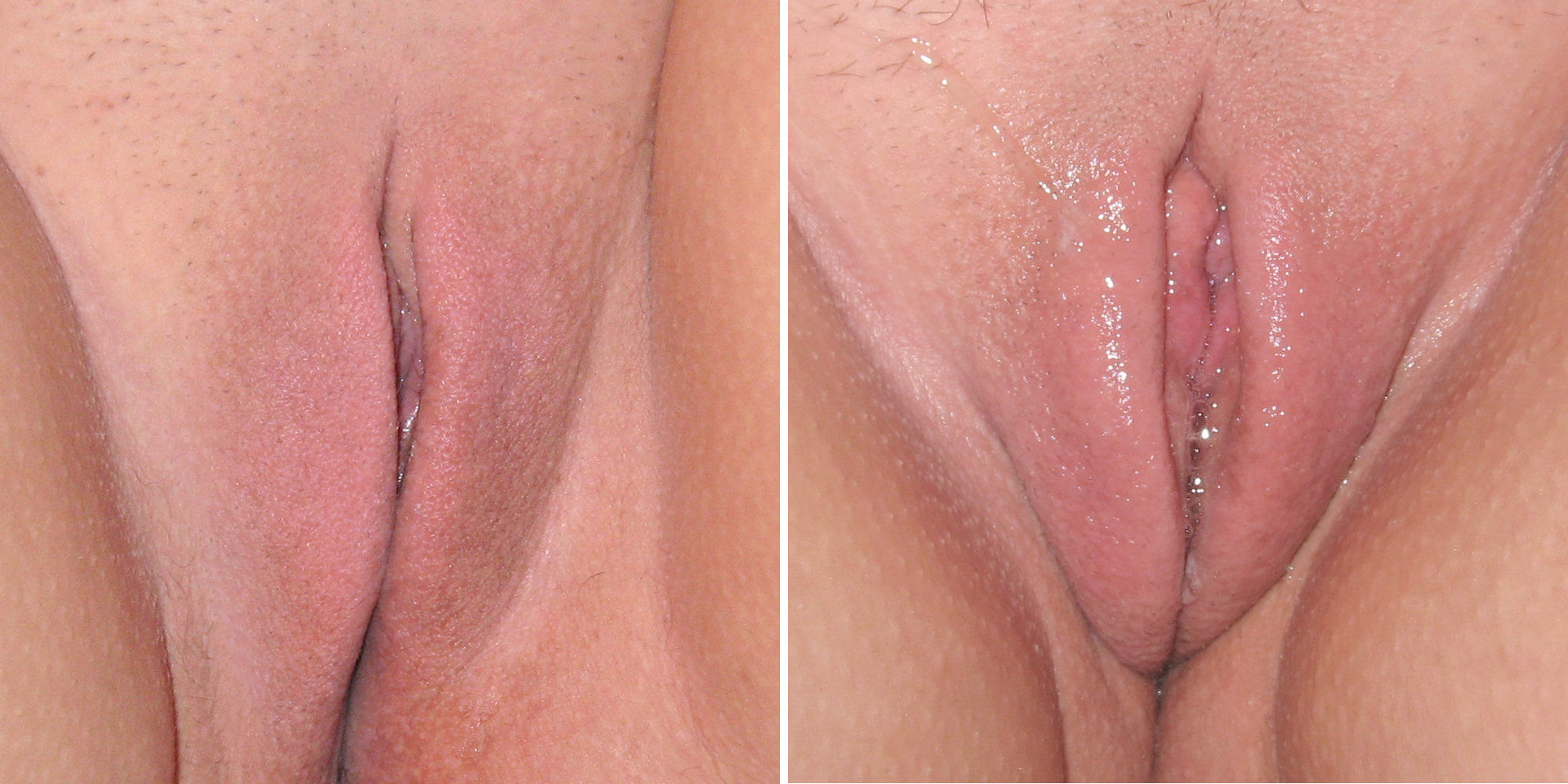
(Esquerra) Vulva en estat de repòs no lubricada i tancada. (Dreta) Vulva en estat d'excitació sexual, es poden apreciar els llavis majors i menors inflamats per l'excitació i mullats de flux lubricant

Prop de l'ovulació, el moc cervical proporciona una lubricació addicional.
La lubricació vaginal també es considera com la primera fase de la resposta sexual femenina i també l'excitació (equivalent a l'erecció masculina), acompanyada de la segregació d'un líquid transparent característic, tenint com a finalitat tot el conjunt facilitar la penetració de manera senzilla i sense dolor (l'home posseïx glàndules similars conegudes com a glàndules de Cowper).
Una altra finalitat de la lubricació vaginal és exercir com a antibiòtic natural mantenint la vagina fora de perill d'infeccions. El flux vaginal a més és un lubricant que afavoreix la funció del clítoris.
La sequedat vaginal és la condició en què aquesta lubricació és insuficient, i de vegades s'utilitzen lubricants artificials per augmentar-la. Sense una lubricació suficient, les relacions sexuals poden ser doloroses.
Els canvis de color al flux vaginal poden a més considerar-se una mena d'alerta mèdica natural. El canvi de tonalitat a la mucositat ens adverteix d'infeccions, estrès, lesions postcoitals, període d'ovulació, embarassos, avortaments, etc.

## Història
La lubricació vaginal va ser descrita per primera vegada pel metge neerlandès Regnier de Graaf. Giacomo Casanova, a les seves Memòries i autobiografia també destaca la importància de la lubricació vaginal durant la relació sexual. Dos segles després de les experiències comentades per Casanova va ser estudiat científicament el paper de la lubricació i els seus efectes.

## Flux vaginal

### Composició

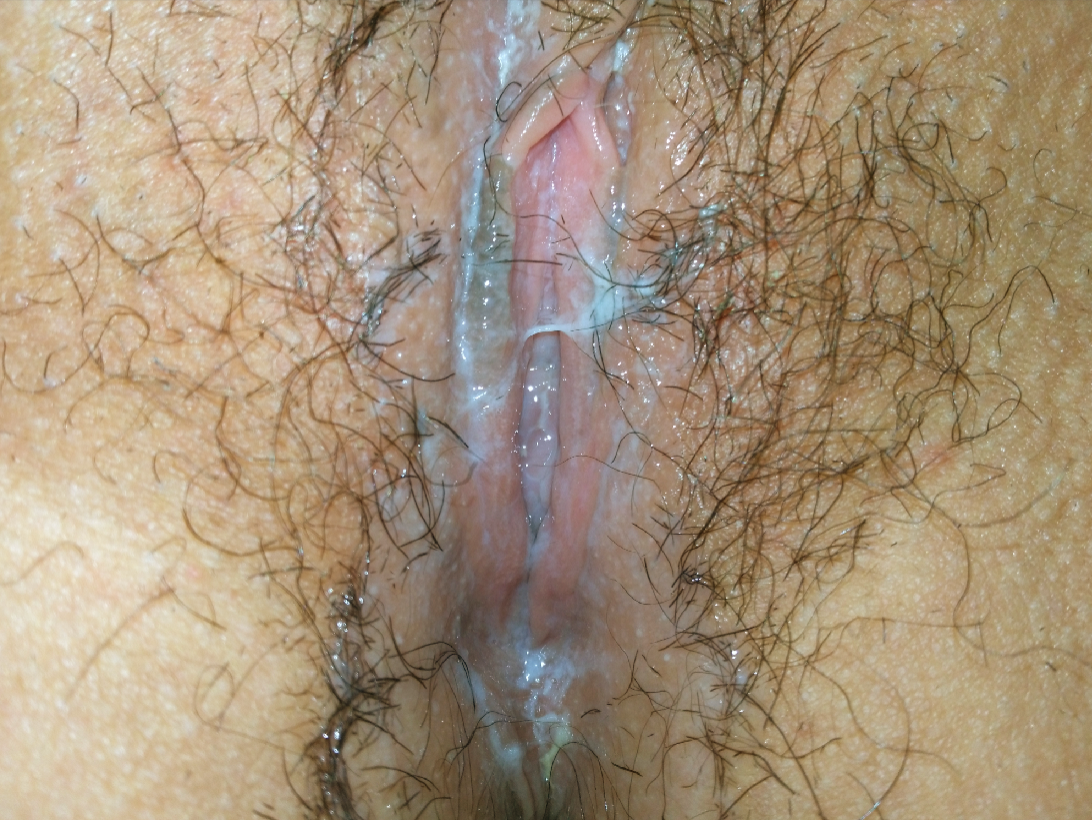
Vulva d'una dona amb molt flux/lubricació vaginal

El líquid vaginal és lleugerament àcid i pot tornar-se més àcid amb certes infeccions de transmissió sexual. El pH normal del líquid vaginal està entre 3,8 i 4,5, en contrast amb el semen masculí que normalment està entre 7,2 i 7,8 (el pH neutre és 7,0).
Durant l'excitació, es produeix la lubricació vaginal, també anomenada de vegades «líquid d'excitació». Això és clar, prim i relliscós. Normalment només dura fins a una hora.

### Producció
La vagina humana està servida per nervis que responen al polipèptid vasoactiu intestinal (VIP). Com a resultat, VIP indueix un augment del flux sanguini vaginal acompanyat d'un augment de la lubricació vaginal. Els resultats suggereixen que VIP pot participar en el control dels canvis fisiològics locals observats durant l'excitació sexual: vasodilatació genital i augment de la lubricació vaginal.

## Lubricación escasa
Una lubricació escassa pot ser causa d'infeccions a la vagina a més de disminuir l'apetit sexual a la dona. Aquests tipus de símptomes poden aparèixer, per exemple, durant la menopausa o després de l'embaràs.
L'escassa lubricació pot ser una trava per a la realització del coit, sent dolorós gairebé sempre. Una lubricació excessiva pot disminuir la sensibilitat durant l'acte, tant a l'home com a la dona. Aquest problema es pot pal·liar, havent de conèixer, que en alguns casos aquesta escassetat pot produir-se per diversos motius biològics perfectament normals, que no s'han de considerar patologies, com els anteriorment anomenats (menopausia, postpart, etc.).
Si l'absència o l'escassetat de flux es dona durant l'acte sexual també es pot considerar la possibilitat d'una falta de motivació, possiblement esmenable participant en preàmbuls, jocs sexuals o fent realitat alguna fantasia sexual. Aquesta sequedat vaginal és una de les causes principals de la disparèunia (dolor durant la relació sexual). Pot estar originada per múltiples causes, principalment orgàniques o psíquiques.
Les dones grans produeixen menys lubricació vaginal i la reducció dels nivells d'estrògens es pot associar amb un augment de la sequedat vaginal.

### Causes orgàniques
La manca d'estrògens a l'organisme és la causa que sol donar-se amb més freqüència perquè hi hagi lubricació escasa o sequedat. Típic de les dones amb menopausa o prop de passar a aquesta fase i també en les que tenen un cicle menstrual alterat, aquestes últimes solen solucionar més fàcilment el seu problema pel fet que responen millor al tractament adequat barreja d'estrògens.
Alguns anticonceptius també són responsables de la sequedat, segons els efectes secundaris, per exemple els que tenen entre els seus components excessos androgènics i són baixos en estrògens alhora. Alguns medicaments, a més d'equilibrar desajustos corporals, també són capaços de baixar la producció de lubricació vaginal.
Altres causes a les quals se'ls dona menys importància, però que poden motivar una disminució de la lubricació són: el període de postpart, el període de lactància, la diabetis, una intervenció quirúrgica o una infecció vaginal.

### Causes psíquiques
Les causes psíquiques solen afectar sobretot l'àmbit sexual. És important saber que les dones a qui no els resulti agradable el sexe o la parella (perquè no estigui totalment satisfeta, no existeixi la preparació adequada, etc.), seran les més propenses a tenir sequedat vaginal, algunes vegades el lloc de trobada per fer l'acte sexual també hi influeix.
Una altra causa pot ser la freqüència amb què es mantenen relacions sexuals, les dones amb relacions esporàdiques són més propenses tenir sequedat que les que mantenen una vida sexual activa, independentment de l'edat o altre factor.
També sol donar-se més en diverses cultures i religions actuals on el sexe segueix sent tabú o constituïx pecat. Quan aquestes dones estan preparades per a realitzar l'acte sexual, superats els jocs preliminars i amb una bona lubricació, a causa de l'educació i al temor que li provoca, són poc inclinades a arribar fins al final de manera inconscient.

## Sequedat vaginal
La sequedat vaginal pot causar dispareunia, que és un tipus de trastorn de dolor sexual. Tot i que la sequedat vaginal es considera un indicador del trastorn de l'excitació sexual, la sequedat vaginal també pot derivar d'una excitació i estimulació insuficients o de canvis hormonals causats per la menopausa (potencialment causant atròfia vaginal), l'embaràs o la lactància materna.
La irritació de les cremes i escumes anticonceptives també pot causar sequedat, així com la por i l'ansietat per la intimitat sexual. La sequedat vaginal també pot ser un símptoma de la síndrome de Sjögren, un trastorn autoimmunitari crònic en què el cos destrueix les glàndules productores d'humitat.
Alguns medicaments, inclosos alguns antihistamínics sense recepta mèdica, així com esdeveniments vitals com l'embaràs, la lactància, la menopausa, l'envelliment o malalties com la diabetis, inhibiran la lubricació. Els medicaments amb efectes anticolinèrgics o simpaticomimètics assequen els teixits mucosos o «humits» de la vagina. Aquests medicaments inclouen molts fàrmacs comuns per a afeccions al·lergèniques, cardiovasculars, psiquiàtriques i altres. Els anticonceptius orals també poden augmentar o disminuir la lubricació vaginal.
En casos aparentment rars, s'ha informat que els inhibidors selectius de la recaptació de serotonina (ISRS) causen un trastorn iatrogènic de llarga durada conegut com a disfunció sexual post-ISRS, els símptomes de la qual inclouen una reducció de la lubricació vaginal en les dones.
Les dones grans produeixen menys lubricació vaginal i la reducció dels nivells d'estrògens es pot associar amb un augment de la sequedat vaginal.

## Lubricants artificials
Quan una dona està experimentant sequedat vaginal abans de l'activitat sexual, les relacions sexuals poden ser incòmodes o doloroses per a ella. Es pot aplicar un lubricant íntim a l'obertura vaginal, el penis (o un altre objecte penetrant com els dits o un consolador), o tots dos, per augmentar la lubricació produïda de manera natural i prevenir o reduir la molèstia o el dolor. Més rarament, es pot inserir un supositori vaginal abans del coit.
Els lubricants a base d'oli poden debilitar el làtex i reduir l'eficàcia dels preservatius, els guants de làtex o els dics dentals com a formes de control de la natalitat o per protegir-se de les infeccions de transmissió sexual, de manera que sovint s'utilitzen lubricants a base d'aigua o silicona.
L'ús d'un lubricant artificial pot fer que les relacions sexuals siguin menys doloroses per a una dona, però no aborda la causa subjacent de la sequedat vaginal en si.

## Sexe sec
Algunes persones practiquen el sexe sec, que d'alguna manera implica l'eliminació de la lubricació vaginal.. La raó de la pràctica sembla ser amb finalitats de neteja i per millorar el plaer sexual de la parella penetrant. No obstant això, a més de fer que les relacions sexuals siguin doloroses per a la dona, es creu que la pràctica augmenta el risc de transmissió d'infeccions de transmissió sexual per a ambdues part de la parella (com el VIH), el risc de transmissió del qual augmenta per les laceracions del teixit vaginal com a conseqüència de la manca de lubricació